# Mercedes-Benz OM613 e OM648

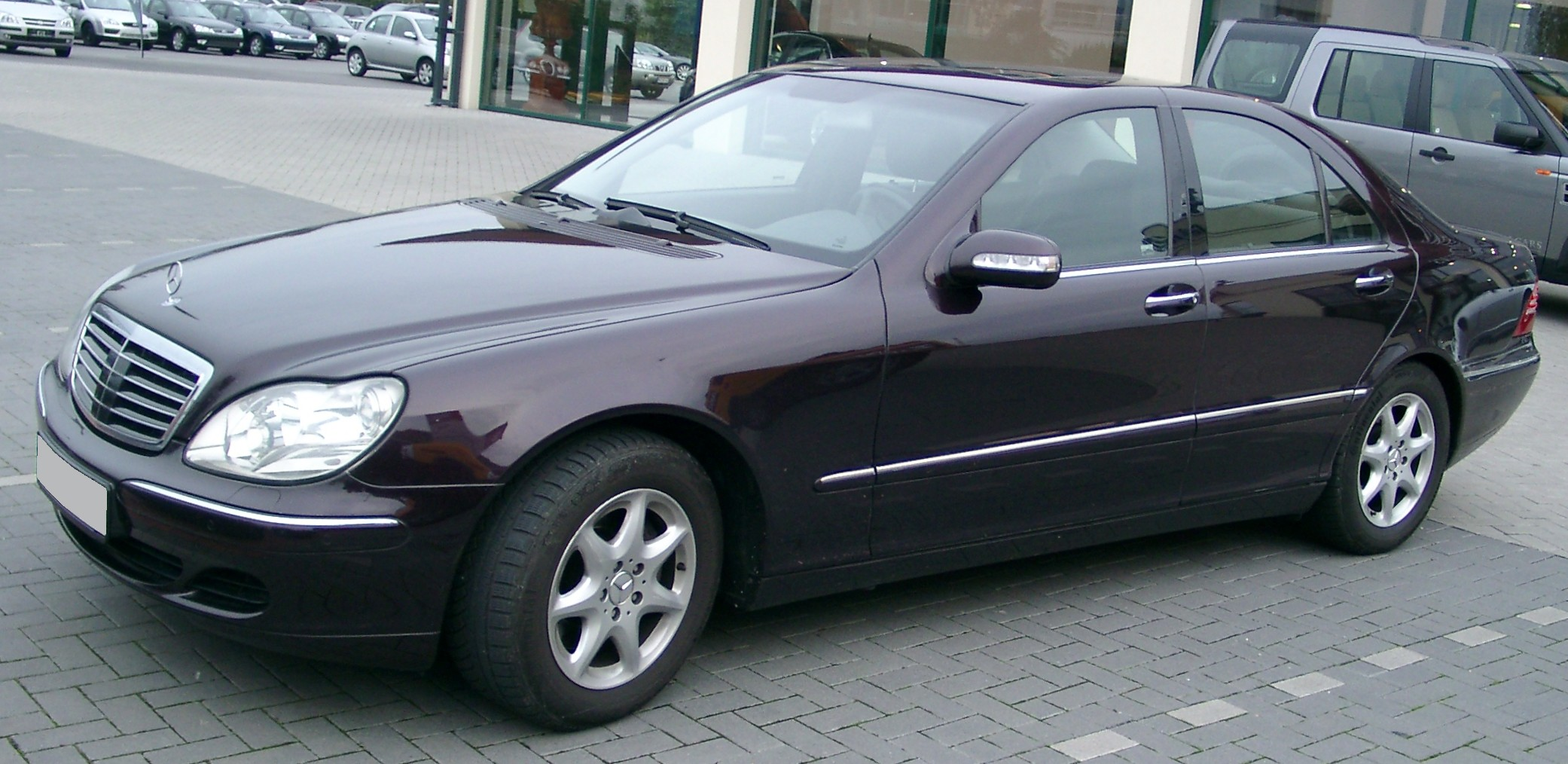
Una Mercedes-Benz S320 CDI della serie W220

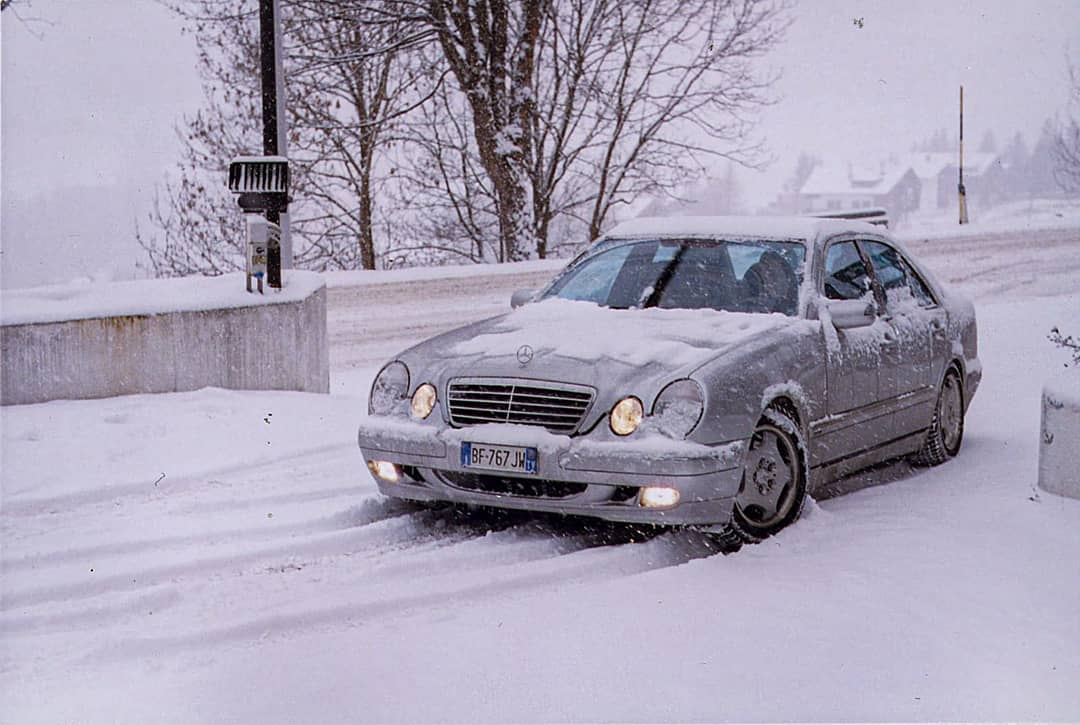
Una Mercedes-Benz E320 CDI della serie W210

Le sigle OM613 ed OM648 identificano due motori Diesel strettamente imparentati tra loro e prodotti complessivamente dal 1998 al 2006 dalla Casa tedesca Mercedes-Benz.

## Profilo e caratteristiche
Si tratta di due motori da 3.2 litri prodotti l'uno in sostituzione dell'altro in un periodo relativamente breve di tempo. Per primo è stato introdotto il motore OM613, sostituito a partire dal 2002 dalla sua naturale evoluzione, ossia il motore OM648. Quest'ultimo è stato proposto anche in versione depotenziata, in modo da sostituire il 2.7 litri OM612 di pari prestazioni, rispetto al quale differisce per la presenza del filtro antiparticolato.

Dal punto di vista dell'architettura generale, i motori OM613 ed OM648 sono in pratica la versione a 6 cilindri  dei motori OM612/647 (a 5 cilindri) e dei motori OM611/646 (a 4 cilindri). Rimangono quindi invariate le caratteristiche dimensionali e si ritrovano perciò le stesse misure di alesaggio e corsa (88x88.3 mm), mentre in virtù del maggior numero di cilindri, la cilindrata sale a 3222 cm³. Invariata anche la struttura, con monoblocco in ghisa e testata in lega di alluminio, nonché la sovralimentazione mediante turbocompressore a geometria variabile.

In totale, tra la produzione del motore OM613 e quella del motore OM648 nelle sue due varianti, sono esistiti tre versioni del 3.2 litri turbodiesel common rail tedesco, le cui caratteristiche ed applicazioni vengono riportati nella tabella che segue:
| Motore                    | Rapporto di compressione | Pressione di alimentazione (bar) | potenza max (CV/rpm) | Coppia max (Nm/rpm) | Applicazioni                | Anni di produzione |
| ------------------------- | ------------------------ | -------------------------------- | -------------------- | ------------------- | --------------------------- | ------------------ |
| OM613D32LA                | 18                       | 1350                             | 197/4200             | 470/1800            | Mercedes-Benz S320 CDI W220 | 1998-02            |
| OM613D32LA                | 18                       | 1350                             | 197/4200             | 470/1800            | Mercedes-Benz E320 CDI W210 | 1999-02            |
| OM648D32LA                | 17.5                     | 1600                             | 204/4200             | 500/1800            | Mercedes-Benz S320 CDI W220 | 2002-05            |
| OM648D32LA                | 17.5                     | 1600                             | 204/4200             | 500/1800            | Mercedes-Benz E320 CDI W211 | 2003-06            |
| OM648D32LA (depotenziato) | 17.5                     | 1600                             | 177/4200             | 426/1800            | Mercedes-Benz E280 CDI W211 | 2005-06            |

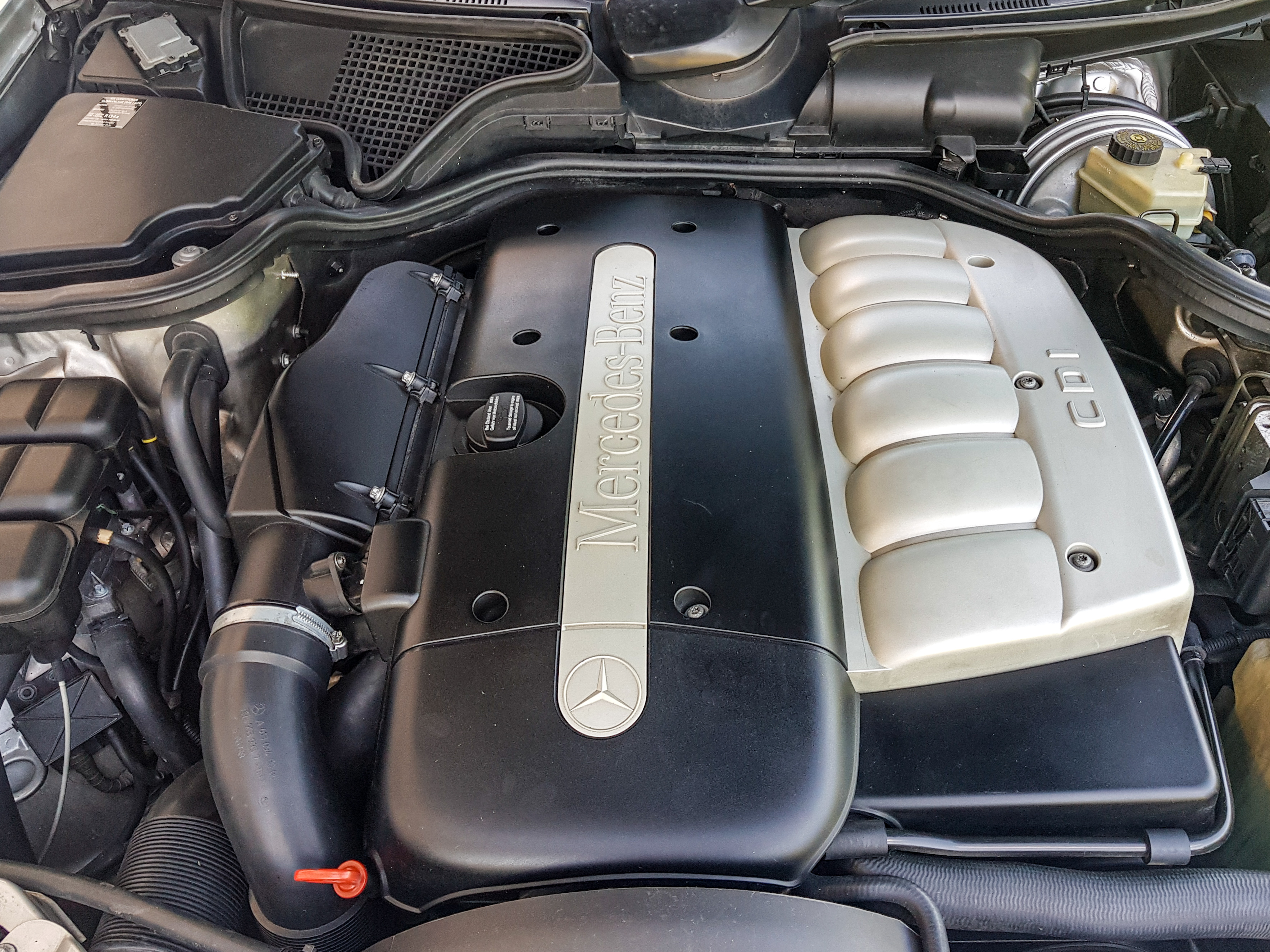
Motore Om613

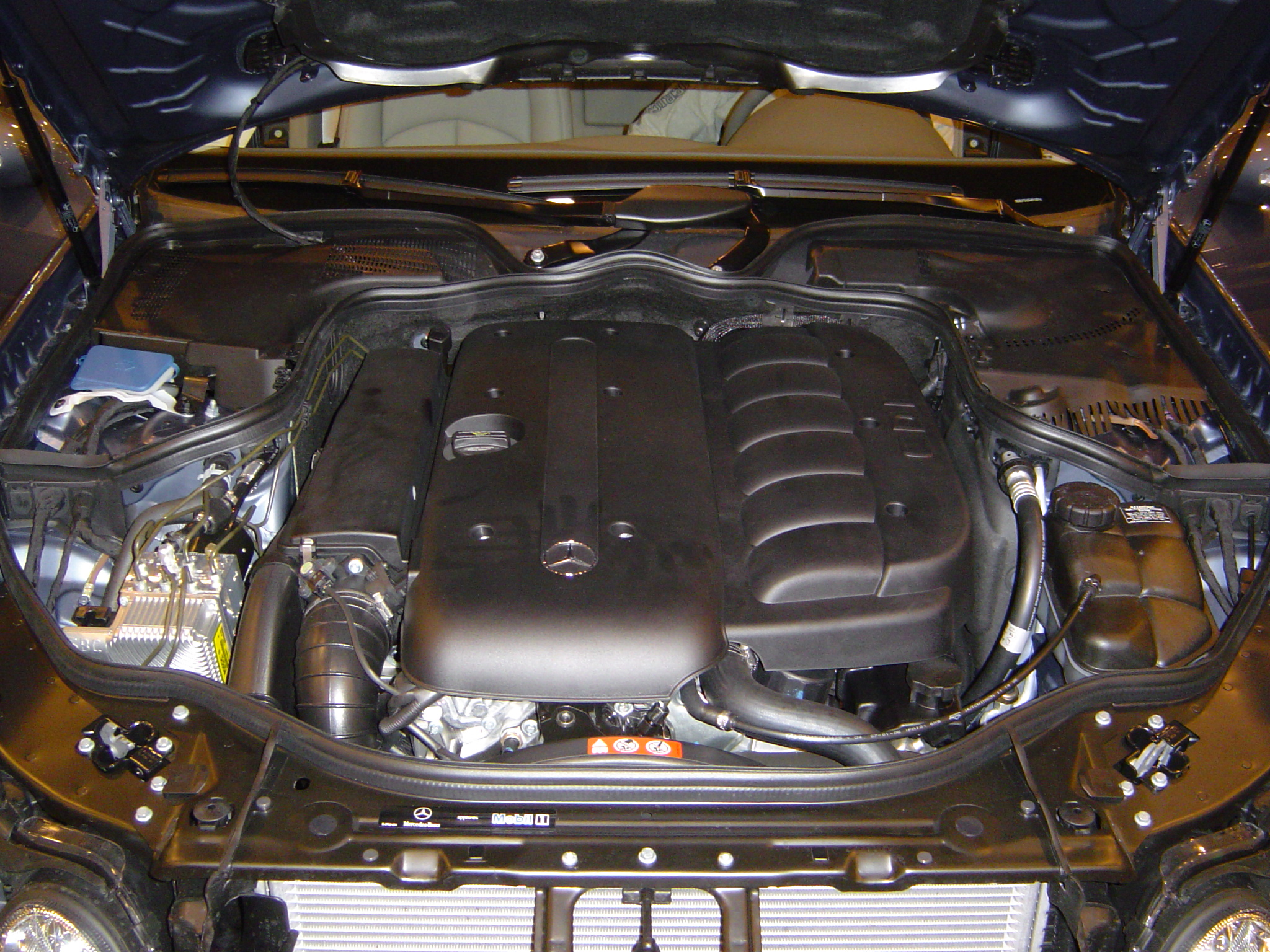
Motore Om648

Nel 2006 il motore OM648 è stato sostituito dal nuovo 3 litri OM642.